# Motoki Takagi
Motoki Takagi (jap. 高城 元気 Takagi Motoki; ur. 4 października 1980) – japoński seiyū i piosenkarz pochodzący z prefektury Kanagawa, pracuje dla I’m Enterprise.

## Filmografia
Ważniejsze role są pogrubione

### Seriale anime
2003
- Princess Tutu (Umazurakoomorinosuke w odc. 21)
- InuYasha (młody Miroku w odc. 100-101)

2004
- Rushuna – wystrzałowa wojowniczka (Król Furon)
- Soreike! Zukkoke Sanningumi (Nagaoka Tamotsu (jap. 長岡保))
- Futakoi (Nozomu Futami)

2005
- Ueki no Hōsoku (Hayao Adachi)
- Gallery Fake (Haruo Kikujima)
- Damekko Dōbutsu (Uruno)
- Pokémon: Advanced Challenge (Koroku w odc. 157)
- Loveless (Midori)
- Sukisho (dorosły Shiina Ren)
- Kirameki Project (OAV, Toto)

2006
- Demashita! Powerpuff Girls Z (Pepper Monster w odc. 21)
- Papillon Rose New Season(Kurimoto)

2007
- ef - a tale of memories. (Renji Asō)
- Claymore (Raki, Demon A)
- Shin-chan (Teppen)
- Sōten no Ken (młody Guang-Lin Pan)
- You're Under Arrest: Full Throttle (Yano w odc. 9)
- Toward the Terra (Jonah Matsuka)
- MapleStory (kilka ról)
- Zombie-Loan (Inubashiri)

2008
- Atashin’chi (kilka ról)
- ef - a tale of melodies. (Renji Asō)
- Birdy the Mighty DECODE (Masayuki Hazawa)
- Neo Angelique Abyss (Kai w odc. 7)
- Noramimi 2 (1141 gram)
- Hayate no Gotoku! (kolega z klasy)
- Himitsu ~The Revelation~ (Manabu Hirai)
- PERSONA -trinity soul- (Sōtarō Senō)
- ONE OUTS -One Outs- (Kōji Kurumizawa)

2009
- No Longer Human
- Samurai Harem: Asu no Yoichi (Shiomaru Mizunagi)
- Shin-chan! (Matabe, chłopiec)
- Go kyōdai Monogatari (kilka ról)
- Sōten Kōro (dziesięcioletni Yuan Shao)
- Birdy the Mighty DECODE:2 (Masayuki Hazawa)
- Doraemon (czarny kot)
- Boku chiro! (Kuri)

2010
- Shin-chan! (Noeru-kun)
- Stich! (kilka ról)
- Tantei Opera Milky Holmes (Mori Arty w odc. 12)
- Chu-Bra!! (Kōta)

2011
- Stich! (opiekun)
- Tantei Opera Milky Holmes Summer Special (Tajemniczy nowy wokalista)
- Nintama Rantarō (Jin'nai Yamamoto)
- Hunter × Hunter (Sedokan)
- Mawaru-Penguindrum (Sōya)

2012
- Space Battleship Yamato 2199 (Tōru Hoshina)
- The Knight in the Area (Yutaka Nishikiori)
- BRAVE10 (Kamanosuke Yuri)